# Astochia philus
Astochia philus är en tvåvingeart som först beskrevs av Walker 1849.  Astochia philus ingår i släktet Astochia och familjen rovflugor. Inga underarter finns listade i Catalogue of Life.